# Scardinius racovitzai
Scardinius racovitzai é uma espécie de peixe actinopterígeo da família Cyprinidae.
Apenas pode ser encontrada na Turquia.